# Aarno Yrjö-Koskinen

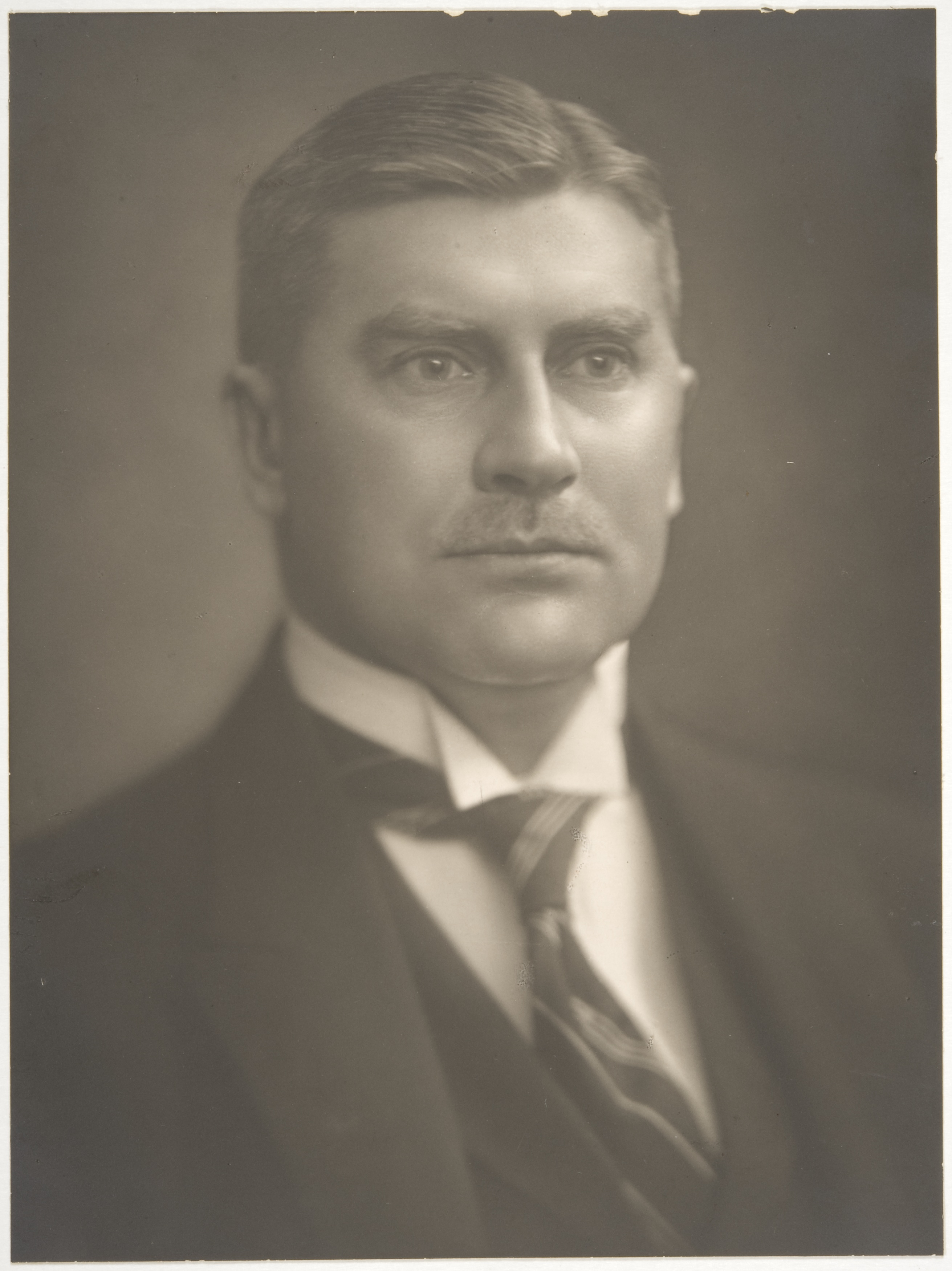
Aarno Yrjö-Koskinen cirka 1935.

Aarno Armas Sakari Yrjö-Koskinen, född 9 december 1885 i Helsingfors, död 8 juni 1951, var en finländsk utrikesminister, diplomat, friherre och jur.kand. Han var son till Yrjö Koskinen Yrjö-Koskinen och sonson till Yrjö Sakari Yrjö-Koskinen.
Aarno Yrjö-Koskinen var finländskt sändebud (minister) i Moskva från 1931 till 1939 och Finlands utrikesminister från 21 mars 1931 till 14 december 1932 i Regeringen Sunila II.

Kommendör av Kungl. svenska Nordstjärneorden 1925.